# ホセ・アントニオ・マルティネス・ヒル
ホセ・アントニオ・マルティネス・ヒル（José Antonio Marínez Gil、1993年2月12日 - ）はスペインのサッカー選手。ポジションはDF。雲南玉昆足球倶楽部所属。

## 経歴
2014年1月24日、セビージャFCに移籍しセビージャ・アトレティコでプレーした。
2016年6月27日、セグンダ・ディビシオンBのFCバルセロナBに移籍した。
2018年7月1日、ラ・リーガのSDエイバルと3年契約を結んだ。直後にセグンダ・ディビシオンのグラナダCFに期限付き移籍した。同シーズンのグラナダの1部昇格に貢献し、さらにもう1年期限を延長した。
2020年12月19日、MLSのFCダラスに2年契約で移籍した。正式にダラスに加入するのは2021年1月4日以降。
2024年1月31日、コルドバCFに移籍した。
2025年1月24日、雲南玉昆足球倶楽部に移籍した。